# Regina (Ilford)
Regina is een historisch merk van motorfietsen.
De bedrijfsnaam was Ilford Motor Car & Cycle Co., Ilford, Essex (1903-1907 en ?-1915).
Regina was een Engels merk dat tot 1907 Minerva-, Fafnir-, MMC- en andere inbouwmotoren gebruikte. Daarna werden na een jaren durende onderbreking weer motorfietsen gebouwd, maar nu met eigen 292 cc tweetakten.